# Шэйн, Пол
Пол Шэйн (англ. Paul Shane, 19 июля 1940, Триберг — 16 мая 2013, Ротерем) — британский актёр и комик. Известен по своим ролям в ситкомах «Вы звонили, милорд?» и «Парам-парей!».

## Биография
Родился в Триберге, недалеко от Ротерема 19 июля 1940 года. Работал шахтёром на шахте Сильвервуд, пока в 1967 году не произошел несчастный случай, после которого Пол сменил сферу деятельности, став артистом. В начале своей карьеры пел в пабах и клубах Южного Йоркшира, пока в 1970-х годах ему не предложили роль на телевидении. Это был «Выходной день» Алана Беннетта, где Пол произнес лишь одну реплику. Потом он сыграл в мыльной опере «Улица Коронации», где его заметил уже довольно известный по «Папашиной армии» сценарист Джимми Перри. 

### Парам-парей!
В 1980 Пола пригласили на роль Теда Бовиса в сериал «Hi-de-Hi!». Сценаристами стали Джимми Перри и Дэвид Крофт. Спустя два года в 1982 дал интервью в котором сказал:
Я был напуган до смерти, но теперь всё это происходит со мной. Я провожу летний сезон на Южном пирсе в Блэквуде. Кто бы мог подумать до «Hi-de-Hi», что Полу Шэйну предложат работу?! Внезапно я стал желаемым товаром — это шоу вдруг сделало имена людей, которые уже давно в этой сфере, нарицательными.